# Bengáli lombgalamb
A bengáli lombgalamb vagy bengáli zöldgalamb (Treron bicinctus) a madarak osztályának galambalakúak (Columbiformes) rendjébe és a galambfélék (Columbidae) családjába tartozó faj.

## Rendszerezése
A fajt Thomas C. Jerdon brit zoológus írta le 1840-ben, a Vinago nembe Vinago bicincta néven. Használták a Treron bicincta nevet is.

## Alfajai
- Treron bicinctus bicinctus (Jerdon, 1840)
- Treron bicinctus domvilii (Swinhoe, 1870)
- Treron bicinctus javanus Robinson & Kloss, 1923
- Treron bicinctus leggei Hartert, 1910

## Előfordulása
Ázsia déli részén, a Himaláján, India, Banglades, Bhután, Kambodzsa, Indonézia, Laosz, Malajzia, Mianmar, Nepál, Thaiföld, Vietnám és Srí Lanka területén honos, kóborlásai során eljut Pakisztánba is. 
Természetes élőhelyei a szubtrópusi vagy trópusi mangroveerdők, síkvidéki esőerdők, lápok és mocsarak környékén, valamint ültetvények és másodlagos erdők. Állandó, nem vonuló faj.

## Megjelenése
Testhossza 29 centiméter, testtömege 155-194 gramm. Tollazata nagy része zöld színű, mellén egy lila és egy narancssárga folttal.

## Életmódja
Csapatban keresgéli gyümölcsökből, főleg fügéből, datolyából és bogyókból álló táplálékát.

## Szaporodása
Alacsonyabb fákra készíti fészkét, gallyak felhasználásával.

## Természetvédelmi helyzete
Az elterjedési területe rendkívül nagy, egyedszáma ugyan csökken, de még nem éri el a kritikus szintet. A Természetvédelmi Világszövetség Vörös listáján nem fenyegetett fajként szerepel.